# Parlamento do Gana
O Parlamento do Gana é o órgão legislativo do Governo do Gana.

## História
A representação legislativa em Gana remonta a 1950, quando o país era uma colônia britânica conhecida como Costa do Ouro. O órgão, chamado Conselho Legislativo, era puramente consultivo, pois o governador exercia todos os poderes legislativos e executivos. As reformas foram introduzidas em 1916 e 1925, embora o poder do governador permanecesse extenso. Em 1946, foi introduzida uma nova constituição que permitia a um membro não oficial do Conselho Legislativo se tornar seu presidente, enquanto o governador deixava de ser o presidente ex officio do órgão. Esse sistema continuou até 1951, quando o Legislativo elegeu seu primeiro Presidente - Sir Emmanuel Charles Quist.
1951 foi também o primeiro ano em que foram realizadas eleições baseadas no sufrágio universal. O Partido Popular da Convenção (CPP), formado em 1949 e liderado por Kwame Nkrumah, venceu a eleição. Outra parte, a Convenção Unida da Costa do Ouro, liderada por J.B. Danquah, teve um desempenho ruim e foi dissolvida logo depois. Nkrumah, que havia sido preso no início de 1950 por subversão, foi libertado e nomeado Líder de Negócios do Governo, tornando-se o primeiro Primeiro Ministro do país no ano seguinte.
As eleições para a Assembléia Legislativa, realizadas em 1954, resultaram em outra vitória do CPP, com o partido ganhando 71 de um total de 104 assentos. Também ganhou 71 dos 104 assentos nas eleições de 1956 na Assembléia Legislativa. A Costa do Ouro foi renomeada para Gana e obteve a independência em 6 de março de 1957, mantendo o monarca britânico como chefe de estado. A Assembléia Legislativa foi renomeada Assembléia Nacional.
Após a aprovação de uma nova constituição republicana, o Gana tornou-se oficialmente uma república em 1 de julho de 1960, com Kwame Nkrumah como presidente. O plebiscito foi tomado como um novo mandato do povo e os mandatos dos membros da Assembléia Nacional foram estendidos por mais cinco anos. Um estado de partido único foi introduzido após um referendo em 1964. Como resultado, apenas os candidatos ao PCC compareceram à eleição da Assembléia Nacional realizada em 1965. Nkrumah foi derrubado em 1966 pelos militares, que baniram partidos políticos e dissolveram a Assembléia Nacional.
O país voltou ao governo civil em 1969. As eleições realizadas em 29 de agosto resultaram na vitória do Partido do Progresso (PP) de Kofi Abrefa Busia, que conquistou 105 dos 140 assentos da Assembléia Nacional. Ele assumiu o cargo de primeiro-ministro em 3 de setembro de 1969. Seu governo foi derrubado em um golpe militar de 1972.
Durante a Terceira República, que durou de 1979 a 1981, o partido dominante na Assembléia Nacional foi o Partido Nacional do Povo (PNP), que conquistou 71 dos 104 assentos nas eleições realizadas em 18 de junho de 1979. Após a intervenção militar em 1981, todas as instituições eleitas foram dissolvidas e a atividade partidária foi proibida.

## Parlamento da Quarta República
Após 11 anos de regime militar, uma nova constituição foi aprovada em um referendo de 1992. As eleições presidenciais foram realizadas em novembro e foram vencidas por Jerry Rawlings, líder do golpe de 1981 e subsequente governante militar. A oposição contestou os resultados e boicotou as eleições parlamentares de dezembro. Como resultado, o Congresso Democrático Nacional de Rawlings (NDC) conquistou 189 dos 200 assentos no Parlamento.
Todos os partidos participaram nas eleições parlamentares de 1996. O NDC ganhou 133 de um total de 200 assentos, enquanto a principal oposição do Novo Partido Patriótico (NPP) conquistou 60. Dois pequenos partidos ganharam os assentos restantes.
As eleições de 2000 foram significativas, pois o presidente Rawlings foi constitucionalmente impedido de buscar outro mandato. Na pesquisa presidencial, John Kufuor, do NPP, derrotou o candidato da NDC John Atta Mills em uma eleição de segundo turno. No parlamento de 200 cadeiras, o NPP ganhou 100, seguido pelos 92 do NDC. Pequenos partidos políticos e independentes ganharam os restantes.
Kufuor foi reeleito em 2004 e o Novo Partido Patriótico (NPP) conquistou 128 dos 230 assentos nas eleições parlamentares simultâneas. O principal Congresso Nacional Democrata da oposição (NDC) ganhou 94, enquanto dois outros partidos - a Convenção Nacional do Povo (PNC) e o Partido do Povo da Convenção (CPP) - conquistaram 4 e 3 cadeiras, respectivamente. Um Independente capturou o assento restante.
O sistema de votação por maioria simples (ou primeiro após o posto) é usado nas eleições parlamentares de Gana. Desde 2012, o país está dividido em 275 grupos constituintes de um único membro. Os membros cumprem mandatos de quatro anos.

### Estrutura de liderança
Organização interna do parlamento.
- Presidente - preside o Parlamento e aplica a observância de todas as regras que regem sua conduta. Após uma eleição geral, o partido majoritário no Parlamento, em consulta com outros partidos, nomeia um Presidente.

O Presidente da Câmara não pode ser um Deputado do Parlamento, embora deva possuir as qualificações necessárias para candidatar-se às eleições como Deputado, essa pessoa nomeada como Presidente deve renunciar e declarar vaga a cadeira ocupada no Parlamento. O presidente é eleito junto com dois vice-presidentes (primeiro e segundo vice-presidentes), eleitos no início de cada legislatura. Eles devem vir de diferentes partidos políticos. O atual presidente é o Prof. Aaron Mike Ocquaye, ex-deputado do distrito eleitoral de Dome-Kwabenya no Gana.
- Primeiro Vice-Presidente - O Primeiro Vice-Presidente preside as sessões do Parlamento sempre que o Presidente estiver ausente. O atual Primeiro Vice-Presidente atual é Joseph Osei Owusu, do Novo Partido Patriótico (NPP).

- Segundo Vice-Presidente - O Segundo Vice-Presidente preside as sessões do Parlamento na ausência do Presidente e do Primeiro Vice-Presidente. O atual segundo vice-presidente é Alban Bagbin do Congresso Democrático Nacional  (CDN).

- Líder da maioria - O líder da maioria é eleito do partido com a maioria dos assentos parlamentares. Um vice-líder da maioria e um chefe da maioria o ajudam, constituindo a liderança majoritária do Parlamento. O atual líder da maioria é Osei Kyei-Mensah Bonsu da NPP.

- Líder da minoria - O líder da minoria é eleito no segundo maior partido do Parlamento. Um vice-líder minoritário e um chefe o ajudam, constituindo a liderança minoritária do Parlamento. O atual líder das minorias é Haruna Iddrisu do CDN.